# Węgrów
Węgrów là một thị trấn thuộc huyện Węgrowski, tỉnh Mazowieckie ở trung-đông Ba Lan. Thị trấn có diện tích 36 km². Đến ngày 1 tháng 1 năm 2011, dân số của thị trấn là 12641 người và mật độ 356 người/km².